# 浦為廉
浦為廉（英語：William Andreas Brown，1930年9月7日—），1985年至1988年間任美國駐泰國大使，1988年至1992年間任美國駐以色列大使。在1979年，末代美國駐中華民國大使安克志離任後，他以公使兼副館長身分代理美國駐中華民國大使館末代館長（臨時代辦）。因美國與中華人民共和國建交，而與中華民國斷交，美國在台協會在美軍顧問團舊址設立:250，由浦為廉擔任美國在台協會台北辦事處第一代副處長兼代理處長（直至第一任處長葛樂士就職為止）。
浦為廉出生於麻薩諸塞州溫切斯特，在麻薩諸塞州東列剋星敦長大，畢業於麻州列剋星敦高中。他在哈佛主修歷史並獲得美國海軍儲備軍官訓練團獎學金，並成為美國海軍陸戰隊隊員並曾在韓國服役。